# Geografía de Irlanda del Norte

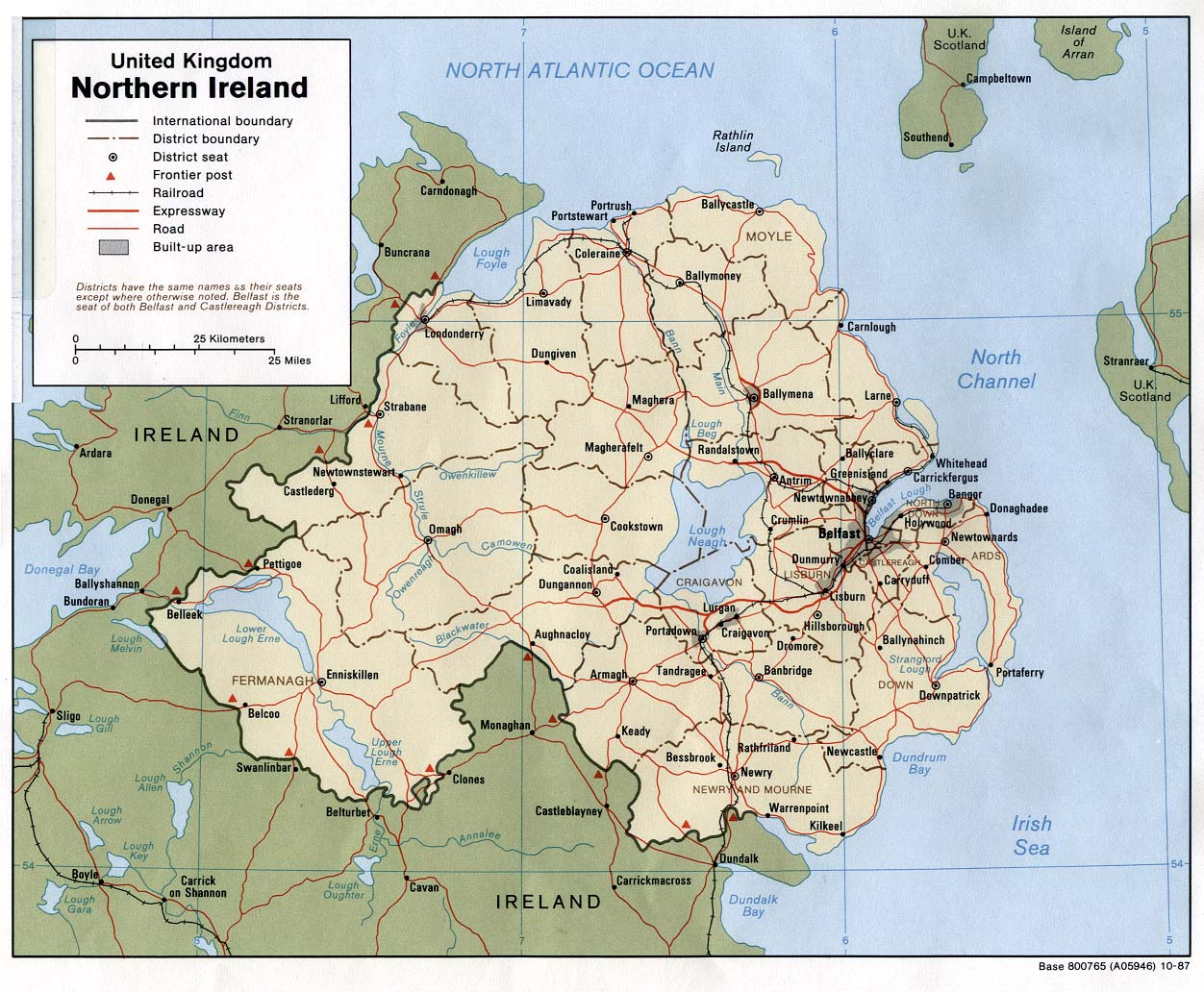
Mapa de Irlanda del Norte

Irlanda del Norte se encuentra emplazada en el extremo noreste de la isla de Irlanda, separada de la isla Gran Bretaña por el canal del norte y el mar de Irlanda, comprende además otras islas adyacentes.

## Topografía y geología

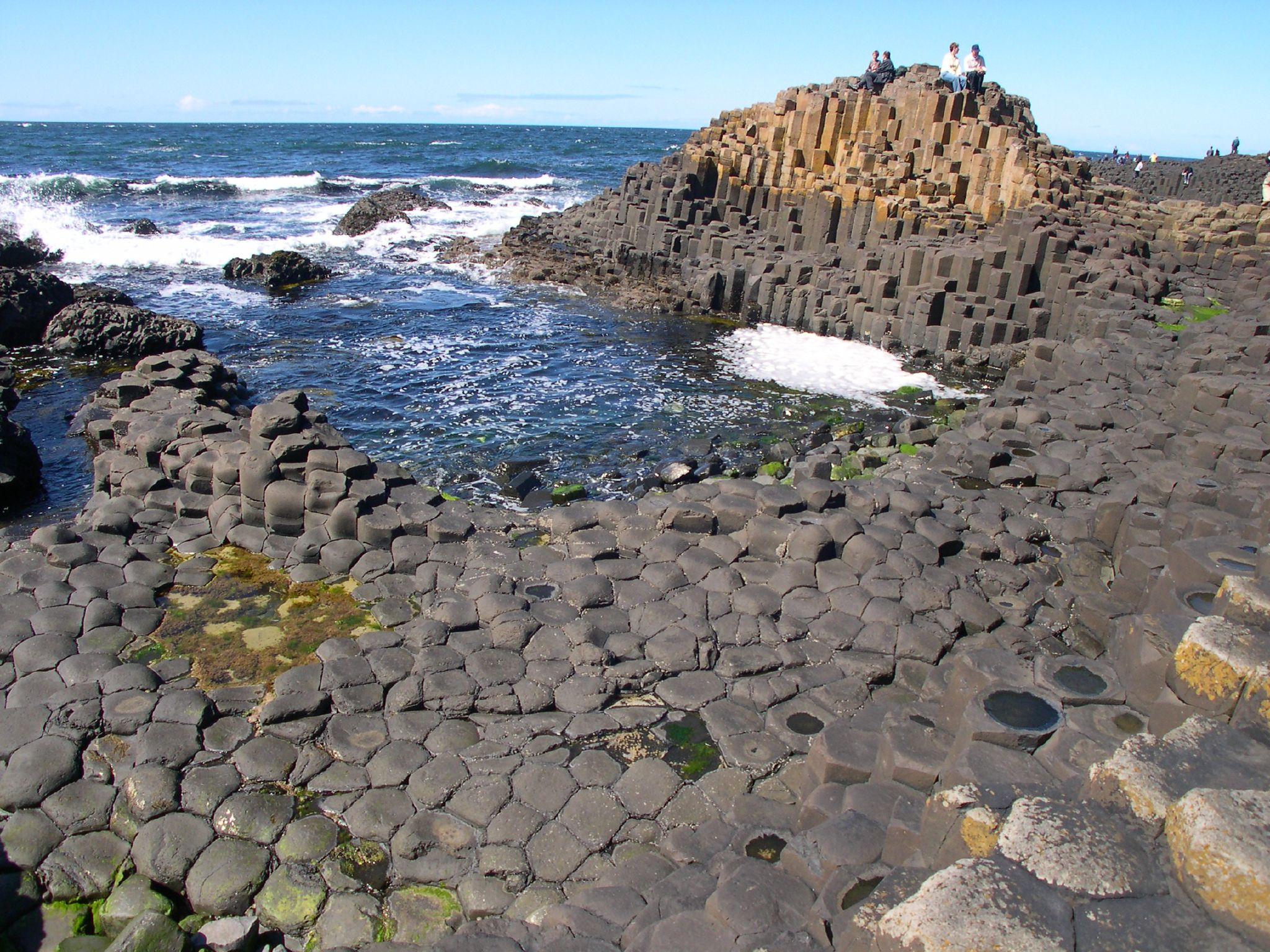
Calzada del Gigante, en el condado de Antrim.

El actual territorio norirlandés se encontraba mayoritariamente cubierto por una capa de hielo durante la última glaciación, cuyos efectos han moldeado la geografía del país. Su legado es particularmente observable en la gran cantidad de Drumlins que se encuentran en los condados de Fermanagh, Armagh, Antrim y en particular en el de Down.
En el país se extienden una serie de sistemas montañosos de baja altura. Los montes Sperrin, uno de los más extensos de toda la isla de Irlanda, alcanzan una altura máxima de 679 m s. n. m., con ricos depósitos de oro. Los montes Mourne, alcanzan una altura máxima de 849 m s. n. m. (la mayor altura del país) y se caracterizan por sus yacimientos de granito.
La actividad volcánica que creó la meseta de Antrim también fue la responsable de crear los pilares misteriosamente geométricos de la Calzada del Gigante, en la costa norte de Antrim. También en el norte de Antrim se encuentran la zona del Carrick-a-rede rope bridge y los Glens de Antrim.

## Cuerpos de agua
El accidente geográfico más característico de Irlanda del Norte, es el lago Neagh, ubicado en el centro del país, con una superficie de 391 km², el cuerpo de agua más extenso de la isla de Irlanda y de todas las islas británicas. La leyenda cuenta que un gigante, Fionn mac Cumhail, enfurecido mientras luchaba con otro de Escocia, arrancó un pedazo de tierra y lo arrojó. Este cayó en el mar de Irlanda y creó la Isla de Man, mientras que el hueco en la tierra se llenó de agua y formó el Lough Neagh. El segundo sistema hídrico de mayor relevancia es los lagos Erne, compuesto por dos lagos, el Alto Erne y el Bajo Erne, ubicados en Fermanagh.
El país se encuentra atravesado por una serie de ríos que corren formando fértiles llanuras para el cultivo y la crianza de ganado. El río Bann, que nace en el monte Mourne es el de mayor longitud, con 129 km. Otros ríos importantes son el río Foyle, el Blackwater y el Lagan, que desemboca en Belfast.

## Costas

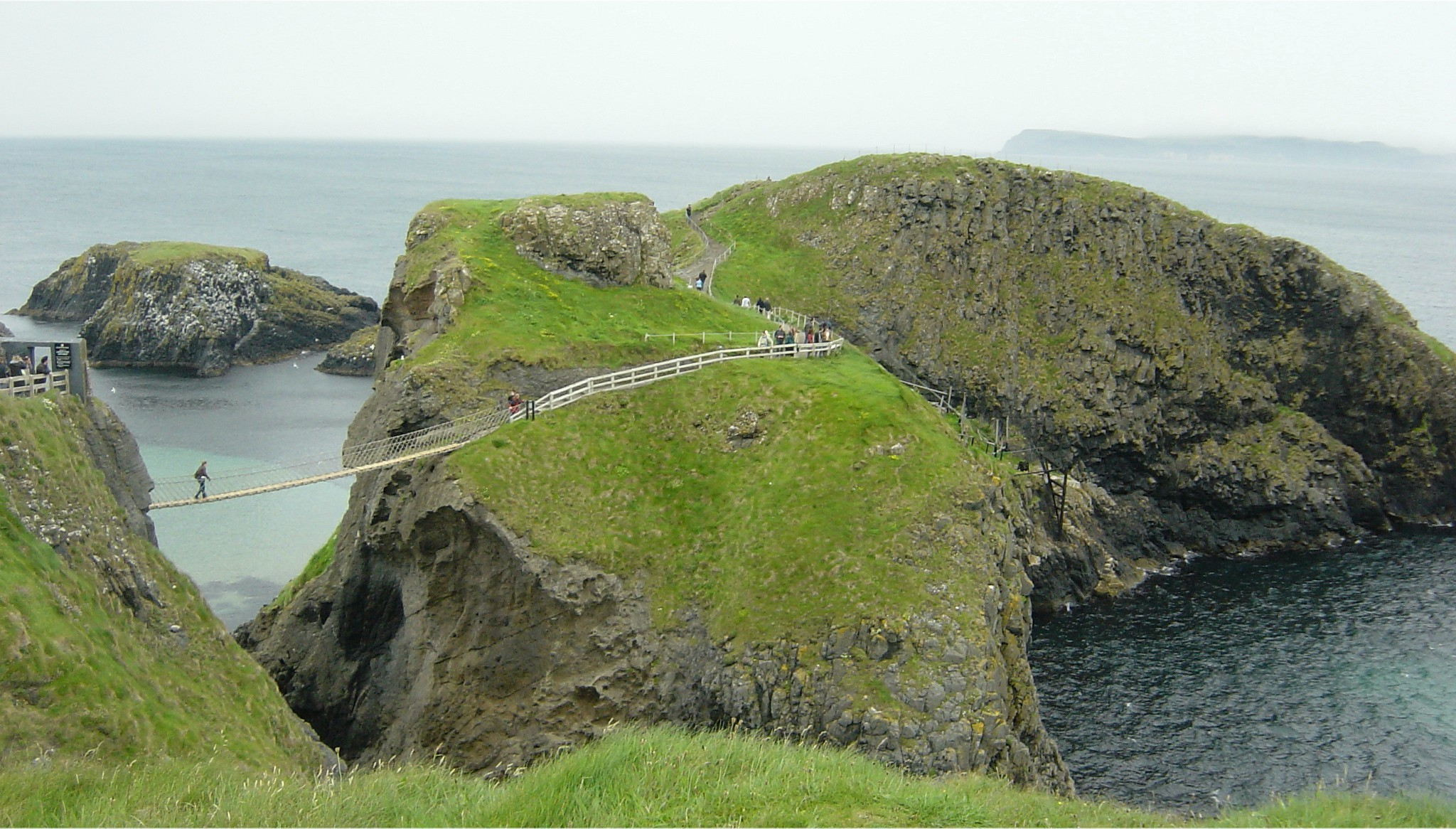
Carrick-a-rede rope bridge, puente colgante ubicado en la costa de Antrim.

Sus costas son accidentadas, caracterizadas por la presencia de fiordos e islas menores, con una extensión total de 200 km. Siendo la principal entrada de mar del país el fiordo Strangfordh, que abarca 150 km². Otros fiordos importantes son el de Belfast, Foyle y Carlingford. La isla más grande de Irlanda del Norte es la isla Rathlin, frente a la costa del condado de Antrim.

## Clima
Irlanda del Norte tiene un clima marítimo templado, más húmedo en el oeste que en el este, a pesar de la nubosidad persistente en la región. El clima es impredecible en todo momento del año, y aunque las estaciones son marcadas, son mucho menos pronunciadas que en Europa continental o la costa oriental de América del Norte.
- Temperatura máxima registrada: 30.8 °C en Knockarevan, en el condado de Fermanagh el 30 de junio de 1976 y en Belfast el 12 de julio de 1983.

- Temperatura mínima registrada: −17.5 °C en Magherally, en el condado de Down el 1 de enero de 1979.